# Джованні Феррарі
Джованні Феррарі (італ. Giovanni Ferrari; 6 грудня 1907, Алессандрія — 2 грудня 1982, Мілан) — колишній італійський футболіст, півзахисник. По завершенні ігрової кар'єри — футбольний тренер.
Як гравець насамперед відомий виступами за клуби «Ювентус» та «Амброзіана-Інтер», а також національну збірну Італії.
Восимиразовий чемпіон Італії (у складі трьох різних клубів). Володар Кубка Італії. У складі збірної — дворазовий чемпіон світу.

## Клубна кар'єра
Вихованець футбольної школи клубу «Алессандрія». Дорослу футбольну кар'єру розпочав 1923 року в основній команді того ж клубу, в якій провів два сезони, взявши участь у 15 матчах чемпіонату, після чого перейшов до команди клубу «Інтернаплес».
1926 року повернувся до «Алессандрії» і своєю грою саме за цю команду зацікавив тренерів одного з найсильніших італійських клубів того періоду, туринського «Ювентуса». Приєднався до складу «старої сіньйори» у 1930 і у першому ж сезоні в Турині допоміг команді вибороти титул чемпіонів країни. Протягом наступних чотирьох років «Ювентусу» незмінно вдавалося захистити титул найсильнішої команди Італії. Тож 1935 року Феррарі залишив команду вже в статусі п'ятиразового чемпіона країни. Особистий внесок гравця у цей тріумф команди був досить вагомим, незважаючи на амплуа півзахисника, Феррарі був одним з її головних бомбардирів, маючи середню результативність на рівні 0,41 голу за гру першості.
1935 року уклав контракт з клубом «Амброзіана-Інтер», у складі якого провів наступні п'ять років своєї кар'єри гравця. Граючи у складі «Амброзіани-Інтера» також здебільшого виходив на поле в основному складі команди та немало забивав. За цей час додав до переліку своїх трофеїв ще два титули чемпіона Італії.
Протягом 1940—1941 років захищав кольори команди клубу «Болонья». За цей час додав до переліку своїх трофеїв ще один титул чемпіона Італії, ставши таким чином одним з небагатьох гравців в історії італійського футболу, яким вдавалося виграти «скудетто» з трьома різними клубами.
Завершив професійну ігрову кар'єру у клубі «Ювентус», у складі якого вже виступав раніше. Прийшов до команди 1941 року, захищав її кольори як граючий тренер до припинення виступів на професійному рівні у 1942. За цей час додав до переліку своїх трофеїв титул володаря Кубка Італії.

## Виступи за збірну
1930 року дебютував в офіційних матчах у складі національної збірної Італії. Протягом кар'єри у національній команді, яка тривала 9 років, провів у формі головної команди країни 44 матчі, забивши 14 голів.
У складі збірної був учасником двох дебютних для неї чемпіонатів світу — домашнього чемпіонату 1934 року та чемпіонату 1938 року у Франції. На обох цих мундіалях, на яких італійці виборювали титул найсильнішої футбольної збірної світу, брав участь в усіх матчах своєї національної команди.

## Кар'єра тренера
Розпочав тренерську кар'єру 1941 року, повернувшись до «Ювентуса», де до 1942 очолював тренерський штаб клубу як граючий тренер.
В подальшому очолював команди клубів «Амброзіана-Інтер», «Брешія», «Прато» та «Падова».
Протягом 1958—1959 входив до складу тренерської ради, що керувала підготовкою національної збірної Італії. Згодом, у 1960—1962 роках разом з іншим фахівцем, Паоло Мацца, складав тренерський тандем, який готував національну команду країни до чемпіонату світу 1962 року у Чилі.
| Дата       | Місто     | Господарі         | Результат  | Гості          | Турнір                   | Голи | Примітки       |
| ---------- | --------- | ----------------- | ---------- | -------------- | ------------------------ | ---- | -------------- |
| 09/02/1930 | Рим       | Італія            | 4 – 2      | Швейцарія      | товариський матч         | -    |                |
| 25/01/1931 | Болонья   | Італія            | 5 – 0      | Франція        | товариський матч         | -    |                |
| 22/02/1931 | Мілан     | Італія            | 2 – 1      | Австрія        | Кубок Центральної Європи | -    |                |
| 29/03/1931 | Берн      | Швейцарія         | 1 – 1      | Італія         | Кубок Центральної Європи | -    |                |
| 12/04/1931 | Порту     | Португалія        | 0 – 2      | Італія         | товариський матч         | 1    |                |
| 19/04/1931 | Більбао   | Іспанія           | 0 – 0      | Італія         | товариський матч         | -    |                |
| 20/05/1931 | Рим       | Італія            | 3 – 0      | Шотландія      | товариський матч         | -    |                |
| 15/11/1931 | Рим       | Італія            | 2 – 2      | Чехословаччина | Кубок Центральної Європи | -    |                |
| 13/12/1931 | Турин     | Італія            | 3 – 2      | Угорщина       | Кубок Центральної Європи | -    |                |
| 28/10/1932 | Прага     | Чехословаччина    | 2 – 1      | Італія         | Кубок Центральної Європи | 1    |                |
| 27/11/1932 | Мілан     | Італія            | 4 – 2      | Угорщина       | товариський матч         | 1    |                |
| 01/01/1933 | Болонья   | Італія            | 3 – 1      | Німеччина      | товариський матч         | -    |                |
| 02/04/1933 | Женева    | Швейцарія         | 0 – 3      | Італія         | Кубок Центральної Європи | -    |                |
| 07/05/1933 | Флоренція | Італія            | 2 – 0      | Чехословаччина | Кубок Центральної Європи | 1    |                |
| 13/05/1933 | Рим       | Італія            | 1 – 1      | Англія         | товариський матч         | 1    |                |
| 22/10/1933 | Будапешт  | Угорщина          | 0 – 1      | Італія         | Кубок Центральної Європи | -    |                |
| 03/12/1933 | Флоренція | Італія            | 5 – 2      | Швейцарія      | Кубок Центральної Європи | 1    |                |
| 11/02/1934 | Турин     | Італія            | 2 – 4      | Австрія        | Кубок Центральної Європи | -    |                |
| 25/03/1934 | Мілан     | Італія            | 4 – 0      | Греція         | Відбір до ЧС 1934        | 1    |                |
| 27/05/1934 | Рим       | Італія            | 7 – 1      | США            | ЧС 1934 - 1/8 фіналу     | 1    |                |
| 31/05/1934 | Флоренція | Італія            | 1 – 1 д.ч. | Іспанія        | ЧС 1934 - чвертьфінал    | 1    |                |
| 03/06/1934 | Мілан     | Італія            | 1 – 0      | Австрія        | ЧС 1934 - півфінал       | -    |                |
| 10/06/1934 | Рим       | Італія            | 2 – 1 д.ч. | Чехословаччина | ЧС 1934 - Фінал          | -    | чемпіони світу |
| 14/11/1934 | Лондон    | Англія            | 3 – 2      | Італія         | товариський матч         | -    |                |
| 09/12/1934 | Мілан     | Італія            | 4 – 2      | Угорщина       | товариський матч         | 1    |                |
| 17/02/1935 | Рим       | Італія            | 2 – 1      | Франція        | товариський матч         | -    |                |
| 24/03/1935 | Відень    | Австрія           | 0 – 2      | Італія         | Кубок Центральної Європи | -    |                |
| 24/11/1935 | Мілан     | Італія            | 2 – 2      | Угорщина       | Кубок Центральної Європи | 1    |                |
| 31/05/1936 | Будапешт  | Угорщина          | 1 – 2      | Італія         | товариський матч         | -    |                |
| 25/10/1936 | Мілан     | Італія            | 4 – 2      | Швейцарія      | Кубок Центральної Європи | -    |                |
| 15/11/1936 | Берлін    | Німеччина         | 2 – 2      | Італія         | товариський матч         | 1    |                |
| 13/12/1936 | Генуя     | Італія            | 2 – 0      | Чехословаччина | товариський матч         | 1    |                |
| 23/05/1937 | Прага     | Чехословаччина    | 0 – 1      | Італія         | Кубок Центральної Європи | -    |                |
| 27/05/1937 | Осло      | Норвегія          | 1 – 3      | Італія         | товариський матч         | -    |                |
| 31/10/1937 | Женева    | Швейцарія         | 2 – 2      | Італія         | Кубок Центральної Європи | -    |                |
| 05/12/1937 | Париж     | Франція           | 0 – 0      | Італія         | товариський матч         | -    |                |
| 15/05/1938 | Мілан     | Італія            | 6 – 1      | Бельгія        | товариський матч         | -    |                |
| 22/05/1938 | Генуя     | Італія            | 4 – 0      | Югославія      | товариський матч         | 1    |                |
| 05/06/1938 | Марсель   | Норвегія          | 1 – 2 д.ч. | Італія         | ЧС 1938 - 1/8 фіналу     | -    |                |
| 12/06/1938 | Париж     | Франція           | 1 – 3      | Італія         | ЧС 1938 - чвертьфінал    | -    |                |
| 16/06/1938 | Марсель   | Бразилія          | 1 – 2      | Італія         | ЧС 1938 - півфінал       | -    |                |
| 19/06/1938 | Париж     | Угорщина          | 2 – 4      | Італія         | ЧС 1938 - Фінал          | -    | чемпіони світу |
| 20/11/1938 | Болонья   | Італія            | 2 – 0      | Швейцарія      | товариський матч         | -    | кап.           |
| 04/12/1938 | Неаполь   | Італія            | 1 – 0      | Франція        | товариський матч         | -    | кап.           |
| Усього     |           | Матчів (54 місце) | 44         |                | Голів (19 місце)         | 14   |                |

### Статистика виступів у кубку Мітропи
| №                      | Розіграш               | Стадія                 | Дата та місце проведення | Команда 1              | Рахунок                                            | Команда 2           | Голи та інші дії |
| ---------------------- | ---------------------- | ---------------------- | ------------------------ | ---------------------- | -------------------------------------------------- | ------------------- | ---------------- |
| 1                      | 1931                   | 1/4                    | 12.07.1931, Турин        | Ювентус                | 2:1 [Архівовано 20 жовтня 2020 у Wayback Machine.] | Спарта (Прага)      |                  |
| 2                      | 1931                   | 1/4                    | 22.07.1931, Прага        | Спарта (Прага)         | 1:0 [Архівовано 21 жовтня 2020 у Wayback Machine.] | Ювентус             |                  |
| 3                      | 1931                   | 1/4 перегр.            | 2.09.1931, Відень        | Спарта (Прага)         | 3:2 [Архівовано 10 серпня 2020 у Wayback Machine.] | Ювентус             | 89'              |
| 4                      | 1932                   | 1/4                    | 25.06.1932, Турин        | Ювентус                | 4:0 [Архівовано 4 травня 2021 у Wayback Machine.]  | Ференцварош         |                  |
| 5                      | 1932                   | 1/4                    | 03.07.1932, Будапешт     | Ференцварош            | 3:3 [Архівовано 4 травня 2021 у Wayback Machine.]  | Ювентус             |                  |
| 6                      | 1932                   | 1/2                    | 6.07.1932, Прага         | Славія (Прага)         | 4:0 [Архівовано 4 травня 2021 у Wayback Machine.]  | Ювентус             |                  |
| 7                      | 1932                   | 1/2                    | 10.07.1932, Турин        | Ювентус                | 2:0 [Архівовано 17 жовтня 2020 у Wayback Machine.] | Славія (Прага)      |                  |
| 8                      | 1933                   | 1/4                    | 22.06.1933, Будапешт     | Уйпешт                 | 2:4 [Архівовано 3 грудня 2020 у Wayback Machine.]  | Ювентус             |                  |
| 9                      | 1933                   | 1/4                    | 29.06.1933, Турин        | Ювентус                | 6:2 [Архівовано 4 травня 2021 у Wayback Machine.]  | Уйпешт              |                  |
| 10                     | 1933                   | 1/2                    | 09.07.1933, Відень       | Аустрія (Відень)       | 3:0 [Архівовано 4 травня 2021 у Wayback Machine.]  | Ювентус             |                  |
| 11                     | 1933                   | 1/2                    | 16.07.1933, Турин        | Ювентус                | 1:1 [Архівовано 4 травня 2021 у Wayback Machine.]  | Аустрія (Відень)    | 21'              |
| 12                     | 1934                   | 1/8                    | 17.06.1934, Турин        | Ювентус                | 4:2 [Архівовано 15 квітня 2021 у Wayback Machine.] | Тепліцер            | 58'              |
| 13                     | 1934                   | 1/8                    | 24.06.1934, Тепліце      | Тепліцер               | 0:1 [Архівовано 16 квітня 2021 у Wayback Machine.] | Ювентус             |                  |
| 14                     | 1934                   | 1/4                    | 01.07.1934, Будапешт     | Уйпешт                 | 1:3 [Архівовано 29 квітня 2021 у Wayback Machine.] | Ювентус             | 15'              |
| 15                     | 1934                   | 1/4                    | 08.07.1934, Турин        | Ювентус                | 1:1 [Архівовано 1 травня 2021 у Wayback Machine.]  | Уйпешт              |                  |
| 16                     | 1934                   | 1/2                    | 25.07.1934, Відень       | Адміра (Відень)        | 3:1 [Архівовано 4 травня 2021 у Wayback Machine.]  | Ювентус             |                  |
| 17                     | 1934                   | 1/2                    | 29.07.1934, Генуя        | Ювентус                | 2:1 [Архівовано 18 жовтня 2020 у Wayback Machine.] | Адміра (Відень)     |                  |
| 18                     | 1935                   | 1/8                    | 16.06.1935, Плзень       | Вікторія (Пльзень)     | 3:3 [Архівовано 15 жовтня 2020 у Wayback Machine.] | Ювентус             | 33' 61'          |
| 19                     | 1935                   | 1/8                    | 23.06.1935, Турин        | Ювентус                | 5:1 [Архівовано 13 жовтня 2020 у Wayback Machine.] | Вікторія (Пльзень)  | 9' 87'           |
| 20                     | 1935                   | 1/4                    | 30.06.1935, Будапешт     | Хунгарія (Будапешт)    | 1:3 [Архівовано 4 травня 2021 у Wayback Machine.]  | Ювентус             | 50'              |
| 21                     | 1935                   | 1/4                    | 6.07.1935, Турин         | Ювентус                | 1:1 [Архівовано 4 травня 2021 у Wayback Machine.]  | Хунгарія (Будапешт) | 14'              |
| 22                     | 1935                   | 1/2                    | 16.07.1935, Прага        | Спарта (Прага)         | 2:0 [Архівовано 4 травня 2021 у Wayback Machine.]  | Ювентус             |                  |
| 23                     | 1935                   | 1/2                    | 21.07.1935, Турин        | Ювентус                | 3:1 [Архівовано 4 травня 2021 у Wayback Machine.]  | Спарта (Прага)      |                  |
| 24                     | 1935                   | 1/2, перегр.           | 28.07.1935, Базель       | Спарта (Прага)         | 5:1 [Архівовано 13 жовтня 2020 у Wayback Machine.] | Ювентус             |                  |
| 25                     | 1936                   | 1/8                    | 21.06.1936, Брно         | Жиденіце (Брно)        | 2:3 [Архівовано 13 серпня 2020 у Wayback Machine.] | Амброзіана-Інтер    |                  |
| 26                     | 1936                   | 1/8                    | 29.06.1936, Мілан        | Амброзіана-Інтер       | 8:1 [Архівовано 13 серпня 2020 у Wayback Machine.] | Жиденіце (Брно)     | 65'              |
| 27                     | 1936                   | 1/4                    | 21.06.1936, Відень       | Ферст Вієнна           | 2:0 [Архівовано 4 травня 2021 у Wayback Machine.]  | Амброзіана-Інтер    |                  |
| 28                     | 1936                   | 1/4                    | 12.07.1936, Мілан        | Амброзіана-Інтер       | 4:1 [Архівовано 4 травня 2021 у Wayback Machine.]  | Ферст Вієнна        |                  |
| 29                     | 1936                   | 1/2                    | 19.07.1936, Мілан        | Амброзіана-Інтер       | 3:5 [Архівовано 13 серпня 2020 у Wayback Machine.] | Спарта (Прага)      | 15'              |
| 30                     | 1936                   | 1/2                    | 26.07.1936, Прага        | Спарта (Прага)         | 3:2 [Архівовано 13 серпня 2020 у Wayback Machine.] | Амброзіана-Інтер    |                  |
| 31                     | 1938                   | 1/8                    | 26.06.1938, Мілан        | Амброзіана-Інтер       | 4:2 [Архівовано 4 травня 2021 у Wayback Machine.]  | Кішпешт (Будапешт)  | 80'              |
| 32                     | 1938                   | 1/8                    | 2.07.1938, Турин         | Кішпешт (Будапешт)     | 1:1 [Архівовано 4 травня 2021 у Wayback Machine.]  | Амброзіана-Інтер    |                  |
| 33                     | 1938                   | 1/4                    | 11.07.1938, Прага        | Славія (Прага)         | 9:0 [Архівовано 4 травня 2021 у Wayback Machine.]  | Амброзіана-Інтер    |                  |
| 34                     | 1938                   | 1/4                    | 17.07.1938, Мілан        | Амброзіана-Інтер       | 3:1 [Архівовано 4 травня 2021 у Wayback Machine.]  | Славія (Прага)      | 79'              |
| Всього у кубку Мітропи | Всього у кубку Мітропи | Всього у кубку Мітропи | Всього у кубку Мітропи   | Всього у кубку Мітропи | 34                                                 |                     | 14               |

## Титули і досягнення
- Чемпіон Італії (8):

«Ювентус»: 1930–31, 1931–32, 1932–33, 1933–34, 1934–35
«Амброзіана-Інтер»: 1937–38, 1939–40
«Болонья»: 1940–41
- Володар Кубка Італії (1):

«Ювентус»: 1941–42
- Володар Кубка КОНІ (1):

«Алессандрія»: 1927
- Чемпіон світу (2):

1934, 1938